# 大豊建設
大豊建設株式会社（だいほうけんせつ）は、東京都中央区新川に本社を置く総合建設業者（ゼネコン）である。2003年に民事再生法を申請した森本組（大阪市）のスポンサーとなったことでも知られる。

## 特徴
旧満州国の豊満ダムの建設に参画した内務省の土木技術陣を中心とし、満州、台湾及び朝鮮等の外地で活躍した土木、建築技術者が集まり、資本金500万円をもって大豊建設株式会社を設立した。社名の「大豊」は「豊満ダム」に由来する。
「信頼に応える確かな技術」をモットーに、橋梁基礎など地下建造物の施工で用いるニューマチックケーソン工法や、トンネルの外壁となるブロックをマシン内部で組み立てて壁を作りながら掘り進めるシールド工法、防波堤などの水中構造物を作る為に用いられる、ドルフィン式作業台船上にてケーソンを製作するドルフィンドック工法など、土木の特殊技術に強みを持つ。
最近は不動産開発事業も行い、ハイネスコーポレーションと共同出資したマスターズコンフォート株式会社による高齢者向け分譲マンション事業や、CBRE IMとの共同事業として延床3万5千坪のランプウェイ付きのマルチタイプの大型物流倉庫を展開している。
また、木材を生産から加工、販売までを一気通貫で行う統合型最適モデルの総合林業事業会社であるMEC Industry（三菱地所グループ）に出資している。
売り上げ構成は土木事業と建築事業が1：1となるような事業展開で、受注の官庁工事・民間工事の割合もほぼ同率である。これはマーケットの変動に応じて、土木の公共事業を強めたり、建築の民間工事を強めるなど、互いに支え合うことで、安定的な経営を行うためである。

## 海外事業
台湾、カンボジア、タイ、マダガスカルに営業所を持ち、関連会社にはタイ大豊株式会社とマダガスカル大豊株式会社を持つ。鉄道や道路などの交通インフラから、病院・学校などの建築物を手がけている。
2006年にマダガスカル南東部のフォールドファン近郊に埋蔵されるチタン鉱石を、ガリソン湾に積み出す岸壁水深17.4mの大規模な港を新設する「総合成長重点地区エホアラ港建設工事」を担当した。当該プロジェクトは米国土木学会の下部組織であるCOPRIの2010年度「プロジェクト優秀賞」に選出され、2017年にはエホアラ港の風景が採用された1万アリアリ紙幣が発行された。

## 技術研究所
技術研究所は大豊建設の技術の伝承と進化、新技術の研究開発を目的に、機材センター（茨城県稲敷郡）内に2020年に設立された。研究所の建築にあたり、当初は鉄骨造を構想していたが、これからの社会を見据えた工法で建てるべきではないかという考えのもと、CLT材が導入された。
研究所では、ニューマチックケーソンや泥土加圧シールドをはじめとする「大豊建設の得意技術の深化と進化」、および「新分野への応用と新技術への挑戦」「ICT技術との融合」の3つの軸で研究開発を行っている。

### 研究内容
ニューマチックケーソン沈下掘削管理システム
ニューマチックケーソンの高精度の沈下掘削管理を実現するための掘削地盤形状自動計測システムと、ケーソン位置・姿勢自動計測システムから構成する「ニューマチックケーソン沈下掘削管理システム」の開発。
ニューマチックケーソン掘削シミュレータ
ニューマチックケーソン工法における掘削機の操作体験と、訓練・指導に供することを主目的とした掘削シミュレータ「Pneumatic Caisson Virtual simulator」の開発。
ニューマチックケーソン自動掘削
ニューマチックケーソンの現用技術と、前述の「ニューマチックケーソン沈下掘削管理システム」や「ニューマチックケーソン掘削シミュレータ」などの新技術、ICT技術を統合し、さらにAIなどの概念を取り入れた沈下掘削（排土を含む）の自動化に向けた技術開発。
シールドVR(仮想現実)体験システム
シールド⼯法を実物⼤で体験することが可能なシールドⅤＲ（仮想現実）体験システムの開発。

## 経営理念
「顧客第一」「創造と開拓」「共生」「自己責任」
社員が自己に誇りと責任を持ち、誠実に行動し、常に未来に向けて創造の精神と開拓する姿勢を持ち、企業として適正利潤を求めながら、総合力の発揮により、社会のそれぞれの地域に寄与し、その地域社会から真に信頼される良い会社であること、社員にとって夢のある会社であり続けることを目指す。

【創立宣言】（内田弘四、1949年4月1日開業式より）
・営業性・政治性を過信せず、誠実と努力と技術力とを以て他を圧倒すること

・社内何人と雖も搾取する存在を許さず、信賞必罰を厳格に実施すること

## 事業所
- 本社
  - 東京都中央区新川1-24-4（大豊建設本社ビル）
- 支店・営業所
  - 北海道支店（北海道札幌市）
  - 東北支店（宮城県仙台市）
    - 青森営業所（青森県むつ市）
    - 秋田営業所（秋田県秋田市）
    - 岩手営業所（岩手県盛岡市）
    - 山形営業所（山形県山形市）
    - 福島営業所（福島県いわき市）

  - 東京土木支店（東京都中央区）
    - 横浜営業所（神奈川県横浜市）

  - 東京建築支店（東京都中央区、本社ビル内）
  - 東関東支店（千葉県千葉市）
    - 茨城営業所（茨城県取手市）

  - 北陸支店（新潟県新潟市）
  - 名古屋支店（愛知県名古屋市）
    - 静岡営業所（静岡県静岡市）
    - 三重営業所（三重県四日市市）

  - 大阪支店（大阪府大阪市）
    - 滋賀営業所（滋賀県栗東市）
    - 神戸営業所（兵庫県神戸市）
    - 奈良営業所（奈良県奈良市）
    - 和歌山営業所（和歌山県和歌山市）
    - 四国営業所（徳島県徳島市）

  - 広島支店（広島県広島市）
    - 浜田営業所（島根県浜田市）

  - 九州支店（福岡県福岡市）
    - 熊本営業所（熊本県熊本市）
    - 沖縄営業所（沖縄県沖縄市）

  - 海外支店（東京都中央区、本社ビル内）
- 技術研究所・中央機材センター
  - 茨城県稲敷郡阿見町中央8-5-1
- 海外事業所
  - 台北営業所（中華民國 台北市）
  - カンボジア営業所（カンボジア プノンペン）
  - バンコック営業所（タイ王国 バンコク）
  - マダガスカル営業所（マダガスカル アンタナナリボ）

## 沿革
- 1949年3月 資本金500万円をもって大豊建設株式会社を設立。
- 1962年2月 東京証券取引所第2部へ株式を上場。
- 1972年8月 東京証券取引所第1部へ指定換え。
- 1975年4月 黒岩石材工業株式会社を設立。
- 1984年6月 タイ大豊株式会社を設立。
- 1988年4月 進和機工株式会社を設立。
- 1996年2月 マダガスカル大豊株式会社を設立。
- 1999年3月 ISO9001を全支店認証取得。
- 2001年3月 ISO14001を本支店一括認証取得。
- 2004年3月 黒岩石材工業株式会社を受皿として旧森本組より営業譲受。黒岩石材工業を森本組へ改称。
- 2019年3月 創立70周年を迎える[20]。
- 2020年3月 技術研究所（茨城県）を開設[21]。
- 2022年3月 株式会社麻生と資本業務提携契約を締結[22]。
- 2023年10月 東京証券取引所スタンダード市場へ市場変更[23]。

## 施工物件
- 津門川 地下貯留管他整備工事（兵庫県）[24]
  - 公益社団法人土木学会 土木広報センターが主催する土木広報大賞2023【商業広告部門】において優秀部門賞を受賞[25][26]

- レインボーブリッジ 芝浦側アンカレイジおよび主塔基礎（東京都）
- 柏崎刈羽原子力発電所（東京電力・新潟県）
- 東京湾横断道路（千葉県 - 神奈川県）
- 磯子火力発電所（神奈川県）
- 福生市庁舎（東京都）
- 荒谷ダム（山口県）
- 福岡刑務所（福岡県）
- 足立成和信用金庫 本店（東京都）
- 九州新幹線平間トンネル（長崎県）
- 東京外郭自動車道京葉JCT 田尻工区（千葉県）
- エホアラ港（マダガスカル）[27]

## 歴代社長
1. 竹田直和   （1949年 - 1951年）
2. 菊谷義長   （1951年 - 1961年）
3. 内田弘四   （1961年 - 1976年）
4. 畑谷正実   （1976年 - 1984年）
5. 内藤正      （1984年 - 1988年）
6. 小林一明   （1988年 - 1990年）
7. 菊地修      （1990年 - 1994年）
8. 内田興太郎（1994年 - 2006年）
9. 岡村康秀（2006年 - 2008年）
10. 水島久尾   （2008年 - 2017年）
11. 大隅健一   （2017年 - 2022年）
12. 森下覚恵   （2022年 -   現在  ）

## 関連会社
- 大豊塗装工業株式会社
- 大豊不動産株式会社
- 大豊アーキテクノ株式会社
- 進和機工株式会社
- 株式会社森本組
- タイ大豊株式会社
- マダガスカル大豊株式会社[28]